# 岩野見 (市原市)
岩野見（いわのみ）とは、千葉県市原市の五井地区にある大字。郵便番号は290-0052。

## 概要
水田地帯である。北は五井東、東は加茂、南は根田、西は更級と接している。

## 世帯数と人口
2017年（平成29年）11月1日現在の世帯数と人口は以下の通りである。
| 大字   | 世帯数  | 人口  |
| ------ | ------- | ----- |
| 岩野見 | 143世帯 | 332人 |

## 学区
公立学校に通う場合、学区は以下の通りとなる。
| 大字   | 番地 | 小学校             | 中学校             | 県立高校 |
| ------ | ---- | ------------------ | ------------------ | -------- |
| 岩野見 | 全域 | 市原市立五井小学校 | 市原市立五井中学校 | 第9学区  |

## 交通

### 鉄道
大字内に駅はないが、最寄り駅は五井駅である。

### バス
| 系統         | 経由               | 行き先             | 参考               |
| ------------ | ------------------ | ------------------ | ------------------ |
| 五01、五11   | 市原市役所         | 国分寺台           |                    |
| 五02         |                    | 中央武道館         | 平日の昼と休日のみ |
| 五01、五02   |                    | 五井駅東口         |                    |
| 高27、小田急 | 五井駅、市原駐車場 | 新宿駅(バスタ新宿) |                    |

### 道路
国道と千葉県道は通っていない。
- 市道1号線（川岸西広線）：市役所通り[9]

## 施設
- セブン‐イレブン市原岩野見店
- 自性院
- 岩野見神社（水神社）